# Aardbeving Kreta 365
De Aardbeving van Kreta in 365 n.Chr. was een onderzeese aardbeving, die zich rond zonsopkomst op 21 juli 365 n.Chr. voordeed in het Oostelijke Middellandse Zeegebied, met een verondersteld epicentrum in de nabijheid van Kreta.
Hedendaagse geologen schatten dat de aardbeving een kracht had van 8 of hoger op de schaal van Richter had. De aardbeving bij Kreta veroorzaakte grootschalige verwoesting in Midden- en Zuid-Griekenland, in het noorden van Libië en in Cyprus en Sicilië. In Kreta werden bijna alle steden verwoest.
De aardbeving werd gevolgd door een tsunami, die de oostelijke kusten van de Middellandse Zee, met name Alexandrië en de Nijldelta, verwoestte. Daarbij vielen duizenden doden en belandden schepen tot drie kilometer landinwaarts. De aardbeving liet een diepe indruk na op laat-antieke tijdgenoten, en vele schrijvers refereerden in hun werken aan deze gebeurtenis.

## Tsunami

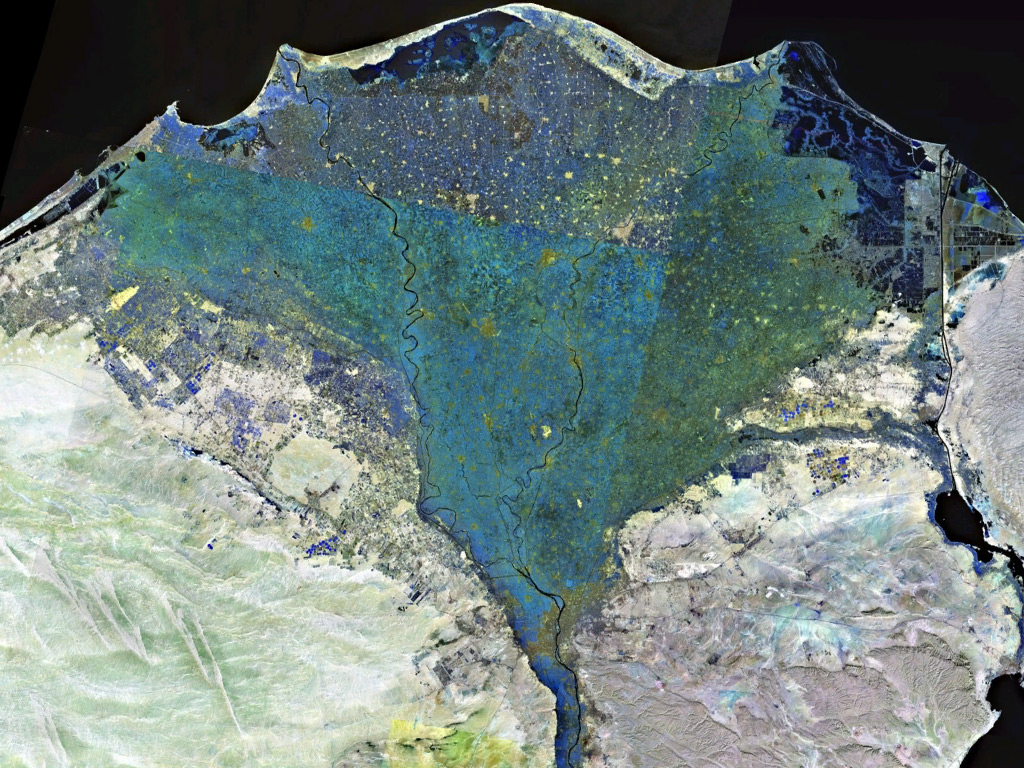
Nijldelta

De laat-antieke historicus Ammianus Marcellinus beschreef de tsunami, die Alexandrië en andere plaatsen in het oostelijke Middellandse Zeebekken in de vroege uren van 21 juli 365 n.Chr. trof, in detail. Zijn beschrijving is in het bijzonder opmerkelijk omdat hij een duidelijk onderscheid maakt tussen de drie belangrijkste fasen van een tsunami, namelijk eerst de aardbeving, vervolgens de plotse terugtrekking van de zee en ten slotte de daaropvolgende vloedgolf die het land binnenrolt:
Kort na zonsopgang werd de onwrikbare gewichtsmassa van de gehele aarde door een beving geschokt. Hieraan gingen kort na elkaar fel geslingerde bliksemschichten vooraf. De zee werd door de terugstromende golven verdreven en week terug, zodat de gapende diepten werden blootgelegd en allerlei zeedieren zichtbaar werden, die vastzaten in de modder. Reusachtige dalen en bergen, die oorspronkelijk bij de schepping van de wereld onder de onmetelijke wateren waren verborgen, zagen toen, zoals men moest aannemen, de stralen van de zon.
Terwijl veel schepen als op het droge vastzaten en tal van mensen vrijelijk rondliepen door de geringe resten van het zeewater, om met de hand vissen en soortgelijke dieren te verzamelen, rezen bruisende watermassa’s, als het ware verontwaardigd omdat ze waren teruggedreven, in tegengestelde richting op en stortten zich met geweld over de wriemelende ondiepten op eilanden en uitgestrekte delen van het vasteland, waarbij ze talloze gebouwen in steden of waar ze zich ook bevonden met de grond gelijkmaakten, zodat in de razende strijd van de elementen de aanblik van de aarde verduisterd werd en allerlei wonderverschijnselen toonde. Immers, toen de enorme watermassa weer terugstroomde, op een ogenblik dat niemand dat verwachtte, doodde en verzwolg hij vele duizenden mensen. Toen de zwelling van het vochtige element ineengezakt was, is een aantal schepen gezien die aan de grond gezet waren door de opgezweepte massa’s van de terugstromende golven, en door schipbreuk ontzielde lichamen lagen daar, achterover of voorover.
Andere reusachtige schepen die door de razende golven op het land gezet waren rustten op de daken van de huizen, zoals in Alexandrië gebeurd is, en sommige zijn zelfs ver van het strand tot aan de tweede mijlsteen geslingerd, zoals een Spartaans schip dat wij zelf bij de stad Mothone in het voorbijgaan gezien hebben, en dat door langdurige rotting uiteenviel. (vert. D. den Hengst)

## Voetnoten
1. ↑   Today in Earthquake History (Vandaag in de geschiedenis van de aardbeving). Gearchiveerd op 1 september 2009.
2. 1 2 3   Stiros, Stathis C.: “The AD 365 Crete earthquake and possible seismic clustering during the fourth to sixth centuries AD in the Eastern Mediterranean: a review of historical and archaeological data”, ("De aardbeving van Kreta (365) en mogelijke seismische clustering in de oostelijke Middellandse Zee in de periode van de vierde tot zesde eeuw n.Chr.: een overzicht van de historische en archeologische gegevens), Vol 23 (2001) , blz. 545-562 (545)
3. ↑  Stiros, Stathis C. (2001), blz. 545-562 (546, fig. 1)
4. ↑  Stiros, Stathis C.: pag. 545-562 (546, fig. 1) (2001), blz. (558-560, appendix B)
5. 1 2   Ammianus Marcellinus, "Res gestae", 26.10.15-19. Gearchiveerd op 25 mei 2021.
6. ↑  Voor een overzicht van de bronnen, zie: Stiros, Stathis C. (2001), blz. 545-562 (546, fig. 1), blz. 545-562 (557f., App. A)